# سانتينو ماريلا
سانتينو ماريلا مصارع كندي الجنسية (ولد في 6 مارس 1974) اسمه الحقيقي هو انتوني كارلي كانت بدايته عام 2005 من بين البطولات التي حصل عليها هي بطولة الانتركنتينتال مرتين في اتحاد المصارعة العالمية الترفيهية.حاليا فاز بلقب التاغ تيم مع فلاديمير كوزلوف
بدايته
، دخل في دبليو دبليو إي بتاريخ 16 أبريل عام 2007 يمكن أن نطلق على بداية المصارع «سانتينو» اسم «معجزة ميلان»، وذلك حين أعلن فينس ماكمان للجمهور عن رغبته في أن يقوم أحد من الجمهور بقتال بطل القارات اوماجا في مباراة نهائية والحصول على اللقب، ومثل ما كان متوقعا لم يتقدم أحد من الجمهور ما عدا «سانتينو ماريلا». فأمام دهشة الجميع برز «سانتينو» من الصفوف الأمامية وكانت بدايته سريعة، الأمر الذي أثار قلق «ماكمان»، فحول المباراة إلى مباراة حرة دون قواعد، مؤكدا للجميع قدرة «أوماجا» على تحطيم «ماريلا»، ولكن تدخل بطل العالم بمصارعة ECW المصارع بوبي لاشلي وقام بضرب اوماجا بكرسي معه، مما أنهى المباراة بفوز ماريلا بلقب بطل القارات في موقف لا ينسى في تاريخ رو (توضيح)
وفي الشهور التالية، حاول «ماريلا» الحفاظ على اللقب الذي حصل عليه، لكنه تعرض لهجمات شديدة من المصارع «أوماجا»، مما أظهر الجانب السيئ في شخصية ماريلا الذي يتفاخر دائما بقدرته على القتال، لكنه ظهر في صورة المصارع الخاسر، والذي يتباهي بانتصارات لا تحدث مطلقا.
أقام النجم الإيطالي علاقة مع نجمة "WWE Deva" ماريا، وكان شديد الغيرة عليها، لدرجة أنه كان يضرب الجميع ويطيح بأي شخص ينظر لها نظرة عابرة، ولكن بعد انفصاله عنها وجد ماريلا نفسه صديقا مع «كارليتو» وكانت علاقتهما جيدة قبل أن يفوزا معا بذهبية "Tag Team"
وبالرغم من كل ذلك، فإن ماريلا ظل متمسكا بتراثه، محاولا التغلب على كثير من الصعوبات التي تواجهه.

## سانتينو إلى الإليمينيشن تشامبر
في عرض راو 13/2/2012 كان هناك مباراة بين بيج شو وراندي أورتن ثم دخل في نصف المباراة دانييل براين وضرب راندي أورتن على منطقة النخاع المستطيلي فأصيب اورتن وهو ليس قادر على اللعب في مهرجان إليمينيشن تشامبر لذلك قرر تيدي لونغ في عرض سماك داون 17/2/2012 ان يتم لعب باتل رويال وبقي ديفيد اوتانجا وسانتينو ثم انتصر سانتينو على ديفيد وذهب إلى اليمينيشن تشامبر على بطولة العالم للوزن الثقيل.

## روابط خارجية
- سانتينو ماريلا على موقع IMDb (الإنجليزية)
- سانتينو ماريلا على موقع قاعدة بيانات الفيلم (الإنجليزية)
- سانتينو ماريلا على موقع شيردوغ (الإنجليزية)
- سانتينو ماريلا على موقع دبليو دبليو إي (الإنجليزية)
- سانتينو ماريلا على موقع WrestlingData.com (الإنجليزية)
- سانتينو ماريلا على موقع CageMatch worker (الإنجليزية)
- سانتينو ماريلا على موقع قاعدة بيانات المصارعة على الإنترنت (الإنجليزية)
- سانتينو ماريلا على موقع عالم المصارعة على الإنترنت (الإنجليزية)
- سانتينو ماريلا على موقع عالم المصارعة على الإنترنت (الإنجليزية)